# Eric Smaling
Eric Marc Alexander Smaling (Amsterdam, 18 augustus 1957) is een Nederlands voormalig politicus, hoogleraar en publicist. Namens de Socialistische Partij (SP) maakte hij van juni 2007 tot mei 2013 deel uit van de Eerste Kamer, en van mei 2013 tot maart 2017 van de Tweede Kamer. Smaling was tot 2013 als hoogleraar duurzame landbouw verbonden aan het International Institute for Geo-Information Science and Earth Observation in Enschede en als hoogleraar bodeminventarisatie en landevaluatie aan de Wageningen Universiteit.

## Biografie
Smaling studeerde bodemkunde en bemestingsleer aan de Landbouwhogeschool Wageningen. In 1982 werd hij lid van de PvdA om zijn bewondering voor Jan Pronk, maar stapte over naar GroenLinks rond 1994. Echter, deze partij vond hij te hoogopgeleid, waarna hij overstapte naar de SP. Smaling promoveerde in de landbouwwetenschappen in 1993. Hij was werkzaam voor organisaties in Indonesië en Kenia en later bij de afdeling ontwikkelingssamenwerking aan het DLO-Staring Centrum in Wageningen. Vanaf 1998 was hij hoogleraar bodeminventarisatie en landevaluatie aan de Wageningen Universiteit. Na enkele jaren als freelance consultant te hebben gewerkt, werd Smaling in 2004 hoogleraar aan het International Institute for Geo-Information Science and Earth Observation.
Bij de Eerste Kamerverkiezingen 2007 werd Smaling in de Senaat gekozen en op 12 juni 2007 beëdigd. Vanaf 14 mei 2013 verving hij Tweede Kamerlid Manja Smits die wegens gezondheidsredenen tijdelijk het Kamerlidmaatschap had neergelegd. In de Eerste Kamer werd hij tijdelijk vervangen door Arda Gerkens.
Toen Smits op 15 april 2014 de Tweede Kamer verliet, werd het tijdelijke lidmaatschap van Smaling omgezet in een vast lidmaatschap. Bij de Kamerverkiezingen van 2017 werd hij echter niet herkozen. In december 2017 bedankte hij voor het Kamerlidmaatschap toen bekend was geworden dat in januari 2018 een vacature zou ontstaan in verband met het vertrek van partijleider Emile Roemer uit de Kamer. Smaling kreeg in 2017 een functie aangeboden bij de Universiteit Wageningen waar hij prioriteit aan geeft. Van 28 maart 2019 tot 1 augustus 2021 was Smaling lid van de Provinciale Staten van Noord-Holland.

## Persoonlijk
Smaling woont in Weesp. Zijn partner is kinderboekenschrijver Rindert Kromhout en samen brachten zij enkele publicaties uit.

## Publicaties
- An agro-ecological framework for integrated nutrient management, with special reference to Kenya (dissertatie, 1993)
- De prijs van poep (2001) (samen met Rindert Kromhout)
- Volle buiken (2003) (samen met Rindert Kromhout)
- Gooi maar weg! (2005) (samen met Rindert Kromhout)
- De laatste boer (2013) (samen met Floris Meslier en Jules Iding)

- Bibsys: 90619907
- Bibliothèque nationale de France: cb16631122g (data)
- Digitale Bibliotheek voor de Nederlandse Letteren: smal010
- Gemeinsame Normdatei: 140934944
- International Standard Name Identifier: 0000 0000 3107 6615
- Library of Congress Control Number: n87904651
- NARCIS: PRS1240082
- Nationale Bibliotheek van Israël: 987007323614905171
- Nederlandse Thesaurus van Auteursnamen: 074869477
- Parlement.com: vhjogfpxaszp
- Virtual International Authority File: 38445319
- WorldCat: E39PBJhxjpvcHfBwtdWBYm6qcP